# Elektroslabá éra
Ve fyzikální kosmologii byla elektroslabých éra obdobím ve vývoji raného vesmíru, kdy byla teplota vesmíru dostatečně vysoká, aby byly elektromagnetismus a slabá interakce sloučeny do jednotné elektroslabé interakce (> 100 GeV). Elektroslabá éra začala, když došlo k oddělení silné interakce od elektroslabých interakcí (za předpokladu, že k němu nedošlo současně s rozdělením elektroslabé interakce, pak by byla totožná s taktéž hypotetickou érou velkého sjednocení). Někteří kosmologové umisťují tuto události na začátek inflační epochy, do času přibližně 10−36 sekund po Velkém třesku. Další možné umístění je čas přibližně 10−32 sekund po Velkém Třesku, kdy došlo k narušení potenciální energie inflatonového pole, které řídilo inflaci vesmíru během inflační epochy, tím jak se vesmír plnil hustým horkým kvark–gluonové plazmatem. Interakce částic v této fázi byla dostatečně energetická na to, aby vytvořila velké množství exotických částic, včetně W a Z bosonů a Higgsových bosonů. Jak se vesmír rozpínal a chladl, interakce se staly méně energetické a v době kdy byl vesmír starý 10−12 sekundy se přestaly tvořit W a Z bosony. Zbývající W a Z bosony se rychle rozpadaly a slabá interakce se stala krátkodosahovou silou v následující kvarkové éře.
Fyzika elektroslabé éry je méně spekulativní a mnohem lépe pochopená, než fyzika z předchozích období raného vesmíru. Existence W a Z bosonů byla prokázána a ověřeny byly i další předpovědi teorie elektroslabých interakcí.